# Pierre Adolphe Hall
Pour les articles homonymes, voir Hall.

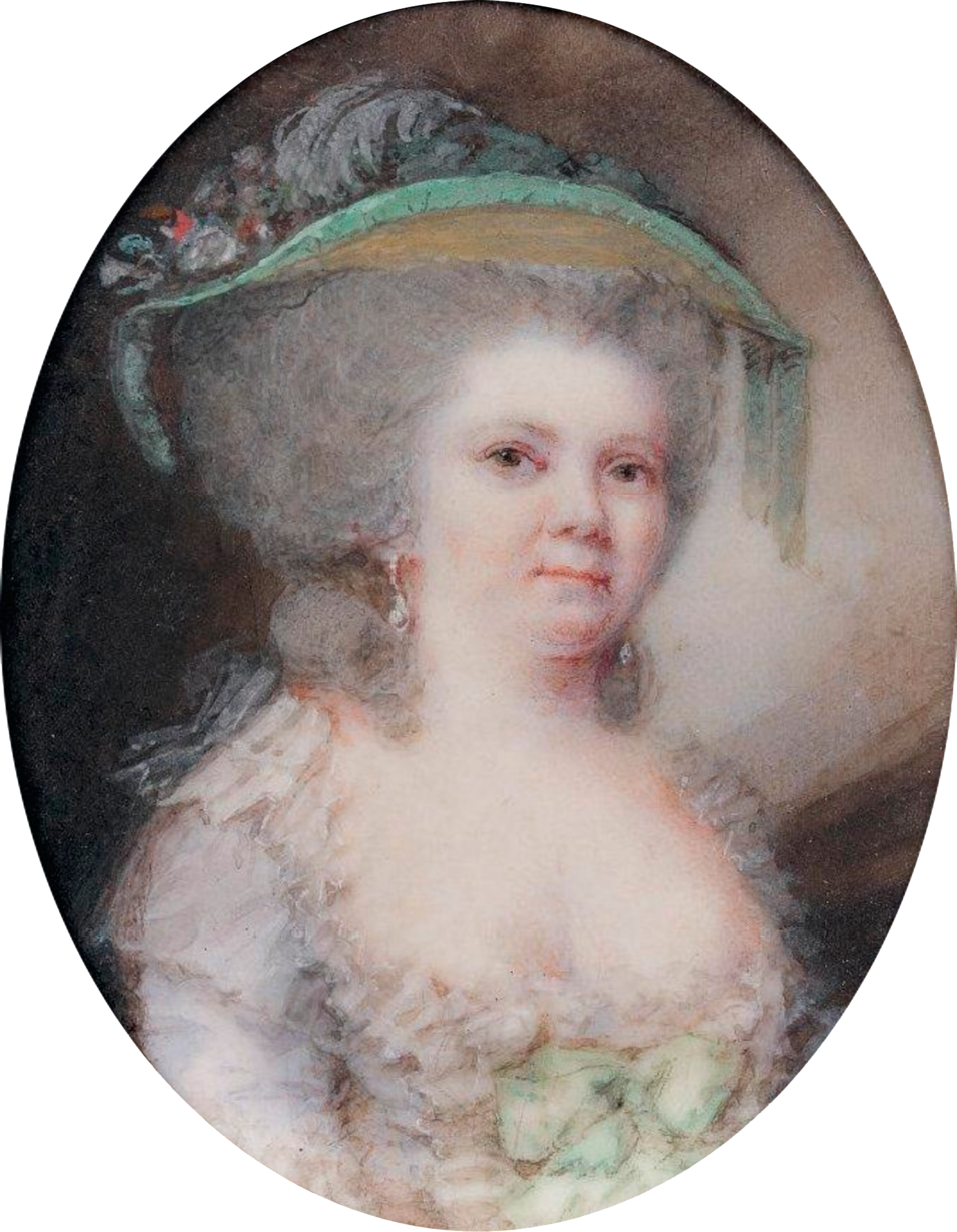
Portrait de Rose Bertin (toile de P. A. Hall).

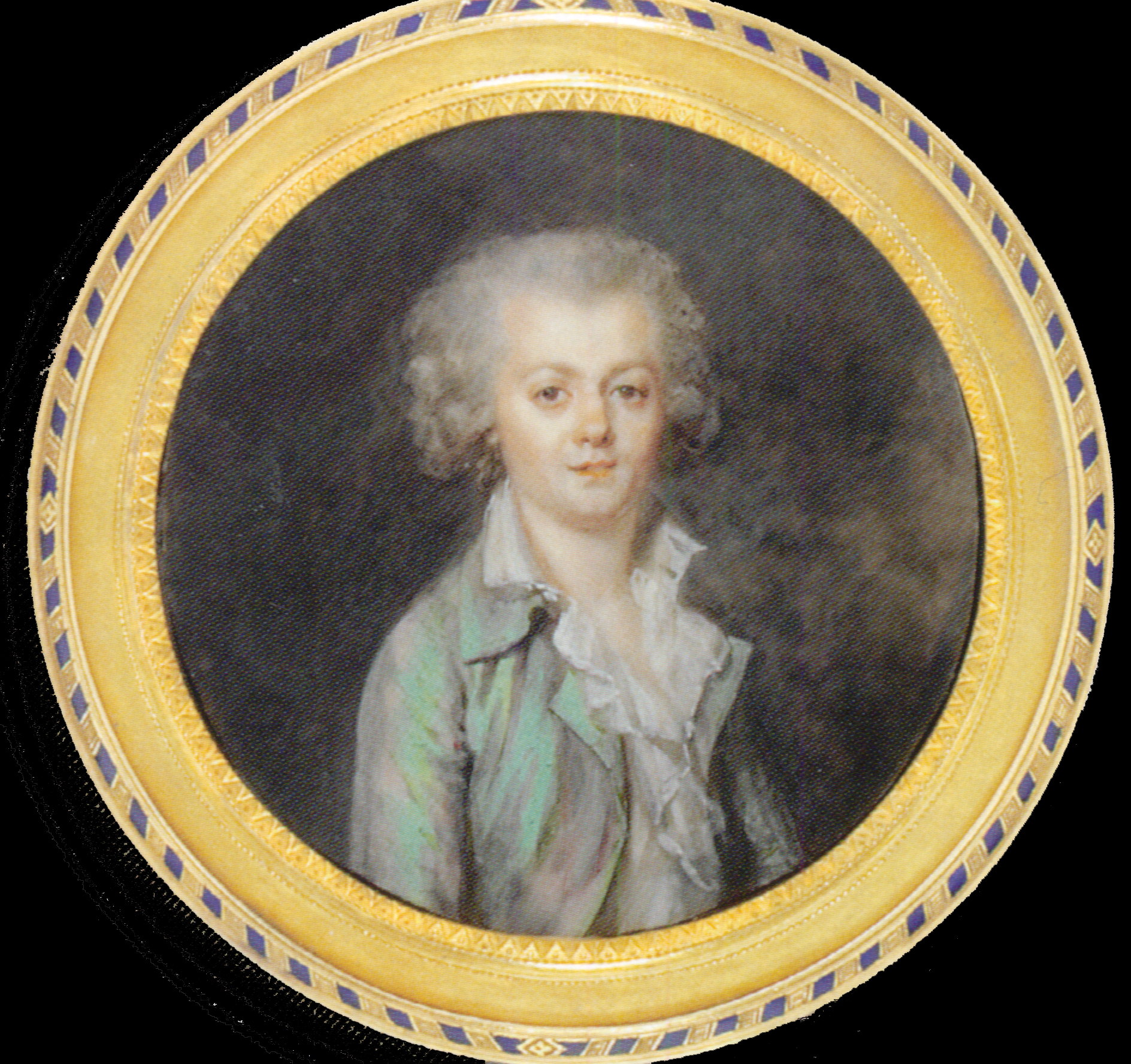
Portrait d'un gentilhomme par P. A. Hall (coll. privée).

Pierre Adolphe Hall, né le 23 février 1739 à Borås et mort à Liège le 15 mai 1793, est un miniaturiste suédois de renom qui a également travaillé en France et dans la Principauté de Liège depuis le milieu jusqu'à la fin du XVIIIe siècle. Il a amené l'art de la miniature à son plus haut niveau.[réf. nécessaire]

## Biographie
Fils d'un notable suédois, Pierre Adolphe Hall est le miniaturiste le plus apprécié de sa génération, en France et avant la Révolution.
Après des études d'histoire naturelle à Greifswald, Hall est l'élève, en 1759, du pasteliste Gustaf Lundberg à Stockholm auprès duquel il restera jusqu'en 1766. Il exerce ensuite à Paris où sa réputation de meilleur peintre en miniature lui vaut une belle clientèle fortunée. Il eut une influence certaine sur Pierre Rouvier.
En 1771, il épouse Adélaïde Gobin (1752-1831), fille d'un riche marchand de Versailles et sœur de la Comtesse de Serre. Leur première fille, Adélaïde Victoire Hall, voit le jour le 11 mai 1772.
Après la prise de la Bastille, Hall s'enrôle dans la Garde nationale. Ayant perdu l'essentiel de sa clientèle (émigrée), il cherche vainement à rencontrer le roi de Suède en cure à Aix-la-Chapelle. Il émigre en Belgique en 1791, s'installe alors à Spa, travaille à Liège et à Maastricht et réussit à gagner correctement sa vie.
Pierre Adolphe Hall meurt à Liège à l'âge de 54 ans, loin de sa famille restée en France et qu'il ne reverra jamais. Il aura révolutionné la miniature française par l'utilisation de l'ivoire comme support : avec lui commence « l'âge d'or » de la miniature. Ce temps durera jusqu'en 1840, date à laquelle le daguerréotype détrônera la miniature.
Exceptionnellement doué, Hall réalise des miniatures sur des supports variés. Sa première miniature en émail date de 1771,, Hall ne tarde pas à obtenir des commandes de la famille royale. Une bourse lui est allouée pour parfaire son apprentissage en France. Alexandre Roslin introduit son compatriote à Paris.
Moins de trois ans après son arrivée, Hall a l'honneur de réaliser les portraits du Dauphin, du comte d'Artois et du comte de Provence. Il les exposera au Salon après avoir été agréé en 1769 à l'Académie royale. Hall expose encore au Salon de Toulouse en 1769 ainsi qu'au Salon de Paris de 1769 à 1789. À partir de 1771, il devient fournisseur de portraits en miniature pour le Département des Affaires étrangères.